# 东胜至鄂尔多斯机场铁路
东胜至鄂尔多斯机场铁路是中华人民共和国内蒙古自治区鄂尔多斯市的客运通道，从属于呼包鄂城际铁路。因该项目线路走向、站点设置与正在规划建设的鄂榆、包鄂高铁、呼鄂城际存在线路交叉跨越和车站换乘等情况，因此在本年度启动的鄂尔多斯市“十四五”规划及铁路枢纽规划中，拟将该项目重新规划，使保障鄂尔多斯全域旅游的一条旅游交通干线。

## 投资建设单位
东胜至鄂尔多斯机场铁路通由神华集团、鄂尔多斯市铁路公司投资建设，北京市政设计院设计，中铁设计院勘察，中建集团施工建设。

## 技术标准
铁路全长54.44km，地下6.6km,高架28.8km，地面路基18.9km，城际铁路，双线，电力牵引，东胜至康巴什段160km/h，康巴什至鄂尔多斯机场120km/h。

## 车站设置
铁路由东胜站引出，经东胜西站、装备制造基地、康巴什新区、鄂尔多斯站，最后接入鄂尔多斯机场新航站楼地下一层，共计6座车站。

## 远期
扩至11所车站，并预留延长至成吉思汗陵的条件。

## 现状
早在2007年通过了鄂市人大，2010年提出了规划图，2011年10月1日开工仪式，2012年获得国家发改委批复。。
2019年，东胜至鄂尔多斯机场铁路隧道贯通。
截止2020年，已完成鄂尔多斯火车站地下站、机场地下站、机场隧道三个单位工程。